# Charlotte (Texas)
Charlotte je město v okrese Atascosa County ve státě Texas ve Spojených státech amerických. V roce 2010 zde žilo 1 715 obyvatel. S celkovou rozlohou 5,2 km² byla hustota zalidnění 331,7 obyvatel na km². Město je součástí metropolitní oblasti San Antonio, které se nachází přibližně 70 km na sever od Charlotte. Název dostalo město po Charlotte Simmonsové, dceři doktora Charlese Simmonse, který se zasloužil o rozvoj Atascosa County. Ve městě převažují obyvatelé hispánského a latinskoamerického původu (přes 80%)
Ve městě se nacházejí dva kostely, jeden je evangelický metodistický kostel, který se nachází přímo naproti malé radnici. Druhý je baptistický kostel, jenž se nachází na křížení ulic Yule Ave a Harris Ave. Vzdělání je zajištěno v nezávislé školní čtvrti Charlotte, kde se nacházejí základní (oba stupně) i střední škola.